# Anagrina alticola
Anagrina alticola är en spindelart som beskrevs av Lucien Berland 1920. Anagrina alticola ingår i släktet Anagrina och familjen Prodidomidae. Inga underarter finns listade i Catalogue of Life.